# Magdalena Ruoffner
Magdalena Ruoffner (geboren in de 20e eeuw) is een Duitse docent en auteur. Ze is vooral bekend door haar boek Grafeneck als Beispiel für Euthanasie im NS-Staat, waarin ze de geschiedenis van de euthanasiepraktijken tijdens het nationaalsocialisme beschrijft.

## Biografie
Ruoffner studeerde onderwijs en werkte als lerares op verschillende scholen in Duitsland. In haar publicaties richt zij zich op historische thema’s, in het bijzonder de verwerking van de misdaden van het nationaalsocialisme in het onderwijs.
Ze is de auteur van het boek Grafeneck als Beispiel für Euthanasie im NS-Staat, dat handelt over de moorden in de instelling Grafeneck in 1940. Het boek wordt gebruikt als educatief materiaal in scholen en herdenkingscentra.
Daarnaast heeft Ruoffner samengewerkt met verschillende maatschappelijke en politieke organisaties rond educatie en herinneringscultuur.

## Persoonlijk
Magdalena Ruoffner is getrouwd met Boris Palmer, de burgemeester van Tübingen.

## Publicaties
- Ruoffner, Magdalena (2013). Grafeneck als Beispiel für Euthanasie im NS-Staat. Bachelor + Master Publ, Hamburg. ISBN 978-3-95549-053-9.